# Eduardo Esidio
Eduardo Esidio (Santa Rita do Passa Quatro, Estado de São Paulo, 17 de noviembre de 1970) es un exfutbolista brasileño. Se desempeñaba en la posición de delantero. Es primo del también exfutbolista Nilson Esidio.

## Trayectoria
Esidio nació el 17 de noviembre de 1970 en Santa Rita do Passa Quatro. En el año 2000 contrajo nupcias con Soraia. Puntero izquierdo, zurdo neto y de patada fuerte, llegó al Perú en 1997 para defender la camiseta del Alcides Vigo, equipo de la primera división. Jugando por Universitario de Deportes fue máximo anotador en el campeonato de la Primera División del Perú con 37 goles en el año 2000, consagrándose como tricampeón del fútbol peruano.
En el año 2001 fue contratado por Alianza Lima, saliendo campeón del Torneo Apertura y finalmente fue campeón nacional luego de ganarle en la definición al Cienciano del Cuzco, campeón del Torneo Clausura del mismo año. A fines de 2002, regresó a Universitario de Deportes para luego retornar a su país. En 1998 se le había diagnosticado que era portador del virus de la inmunodeficiencia humana lo cual generó inicialmente una gran polémica, pero Esidio continuó su carrera deportiva refugiándose en el protestantismo.

## Clubes
| Club              | País   | Año         |
| ----------------- | ------ | ----------- |
| União São João    | Brasil | 1988 - 1990 |
| Atlético Juventus | Brasil | 1991 - 1994 |
| Paulista          | Brasil | 1995 - 1996 |
| Uberlândia        | Brasil | 1996 - 1997 |
| Alcides Vigo      | Perú   | 1997        |
| Universitario     | Perú   | 1998 - 2000 |
| Alianza Lima      | Perú   | 2001        |
| Marília           | Brasil | 2002        |
| Universitario     | Perú   | 2002        |
| União Barbarense  | Brasil | 2006        |

## Estadísticas

### Clubes
Datos por su paso en el futbol peruano.
| Alcides Vigo · Perú |            |     |    |   |   |    |   |     |    |      |
| 1.ª | 1997       | 13  | 6  | - | - | -  | - | 13  | 6  | 1.03 |
| Total club | Total club | 13  | 6  | 0 | 0 | 0  | 0 | 13  | 6  | 1.03 |
| Universitario de Deportes · Perú                                                                                                   |            |     |    |   |   |    |   |     |    |      |
| 1.ª | 1998       | 29  | 12 | - | - | 3  | 0 | 32  | 12 | 0.89 |
| 1.ª | 1999       | 36  | 17 | - | - | 12 | 1 | 48  | 18 | 0.50 |
| 1.ª | 2000       | 40  | 37 | - | - | 5  | 1 | 45  | 38 | 0.37 |
| 1.ª | 2002       | 7   | 1  | - | - | 2  | 0 | 9   | 1  | 0.37 |
| Total club | Total club | 112 | 67 | 0 | 0 | 22 | 2 | 134 | 69 | 0.74 |
| Alianza Lima · Perú |            |     |    |   |   |    |   |     |    |      |
| 1.ª | 2001       | 38  | 11 | - | - | 3  | 1 | 41  | 12 | 0.76 |
| Total club | Total club | 38  | 11 | 0 | 0 | 3  | 1 | 41  | 12 | 0.76 |
| (1) Incluye datos de la Copa Libertadores, Copa Merconorte, Copa Sudamericana. (2) No se consideran goles en encuentros amistosos. |            |     |    |   |   |    |   |     |    |      |

## Palmarés

### Campeonatos nacionales
| Título                    | Club           | País   | Año  |
| ------------------------- | -------------- | ------ | ---- |
| Serie C                   | União São João | Brasil | 1988 |
| Torneo Apertura           | Universitario  | Perú   | 1998 |
| Primera División del Perú | Universitario  | Perú   | 1998 |
| Torneo Apertura           | Universitario  | Perú   | 1999 |
| Primera División del Perú | Universitario  | Perú   | 1999 |
| Torneo Apertura           | Universitario  | Perú   | 2000 |
| Torneo Clausura           | Universitario  | Perú   | 2000 |
| Primera División del Perú | Universitario  | Perú   | 2000 |
| Torneo Apertura           | Alianza Lima   | Perú   | 2001 |
| Primera División del Perú | Alianza Lima   | Perú   | 2001 |
| Campeonato Paulista A2    | Marília        | Brasil | 2002 |

### Distinciones individuales
| Distinción                                                                 | Año  |
| -------------------------------------------------------------------------- | ---- |
| Máximo goleador del Torneo Apertura (13 goles) - Primera División del Perú | 2000 |
| Máximo goleador del Torneo Clausura (24 goles) - Primera División del Perú | 2000 |
| Goleador de la Primera División del Perú.                                  | 2000 |
| Futbolista del año en Perú                                                 | 2000 |